# Хорошо ловится рыбка-бананка
«Хорошо ловится рыбка-бананка» (англ. A Perfect Day for Bananafish) — рассказ американского писателя Джерома Дэвида Сэлинджера, впервые опубликованный 31 января 1948 года в еженедельнике The New Yorker. Это первый из его рассказов, изображающий членов вымышленной семьи Гласс. Он сделал Дж. Д. Сэлинджера знаменитым и позже вошёл в сборник «Девять рассказов».
Произведение сначала называлось A Fine Day for Bananafish. До него в «Нью-Йоркере» был напечатан только один рассказ Сэлинджера, однако после успеха A Perfect Day for Bananafish издательство заключило с писателем контракт, предусматривающий первую публикацию всех последующих рассказов автора только в этом издании.

## Сюжет
В рассказе описывается пребывание молодой семейной пары на курорте во Флориде. Мюриэль, молодая женщина, находится у себя в номере, на пятом этаже отеля. Она созванивается со своей матерью. Во время их разговора мать постоянно тревожится о дочери из-за странного, по её мнению, поведения её мужа. Симор Гласс, которого Мюриэль дождалась с войны, по мнению матери психически неуравновешен, и она советует дочери его остерегаться. Этот разговор постоянно перемежается темами о модной одежде и погоде. Сам Симор в это время лежит на пляже, закутавшись при этом в халат. Он встречается там со своей знакомой — маленькой девочкой 3-4 лет по имени Сибилла. Она зовет Симора купаться, и он рассказывает ей историю о банановых рыбках, которые едят бананы, заплывая для этого в пещеру. Одна такая рыбка съела семьдесят восемь бананов, раздулась, не смогла выплыть из пещеры обратно и умерла от банановой лихорадки. После купания Симор возвращается в отель. В комнате, где спит Мюриэль, он достает из багажа трофейный пистолет и взводит курок. «Потом подошел к пустой кровати, сел, посмотрел на молодую женщину, поднял пистолет и пустил себе пулю в правый висок».

## Анализ
Смысл рассказа довольно загадочен. Произведение плохо вмещается в рамки модернизма, его стиль довольно простой, а сюжет, с одной стороны, простой, с другой — абсурдный. Существует множество различных интерпретаций рассказа.
Наиболее распространено мнение, что Симор — вернувшийся с фронта, с весьма необычными взглядами на жизнь — не в силах выносить как своей скучной — и довольно пошлой — жены, так и такого же пошлого мира, что и приводит его к самоубийству после разговора с маленькой девочкой. Разными авторами здесь подчеркиваются мотивы его отдаленности от жены (после вопроса Сибиллы — «А где та тетя?»), самоидентификация героя с объевшейся банановой рыбкой («Когда Симор, подшучивая над маленькой девочкой, рассказывает ей о сказочной банановой сельди, которая заплывает в пещеру, где ест много бананов, но погибает, потому что не пролезает в двери, он фактически имеет в виду свою женитьбу».)
Возможна интерпретация рассказа с точки зрения психоанализа. У слова bananafish на английском языке имеется свой собственный подтекст — жаргонные выражения to go banana, to get banana означают «спятить», «рехнуться». В США после Второй мировой войны возник всплеск интереса к психоанализу. В рассказе упоминаются два психиатра — один, к которому ходил отец Мюриэль по поводу мужа дочери (сообщается, что он поставил Симору крайне пессимистический диагноз), второй — находящийся в отеле. Более того, В. Руднев обращает внимание на постоянно присутствующий в рассказе мотив ног: постоянно упоминаются ноги Сибиллы, и, когда Симор поднимается на лифте в номер, между ним и находящейся в лифте женщиной происходит следующий разговор:

« — Я вижу, вы смотрите на мои ноги, — сказал он, когда лифт поднимался.
— Простите, не расслышала, — сказала женщина.
— Я сказал: вижу, вы смотрите на мои ноги.
— Простите, но я смотрела на пол! — сказала женщина и отвернулась к дверцам лифта.
— Хотите смотреть мне на ноги, так и говорите, — сказал молодой человек. — Зачем это вечное притворство, черт возьми?
— Выпустите меня, пожалуйста! — торопливо сказала женщина лифтерше.
Двери лифта открылись, и женщина вышла, не оглядываясь.
— Ноги у меня совершенно нормальные, не вижу никакой причины, чтобы так на них глазеть, — сказал молодой человек».

В психоанализе ноги — субститут половых органов. Симор не удовлетворен сексуальной жизнью со своей женой (в начале рассказа упоминается статья в женском журнале, которую читала Мюриэль, с названием «Секс — либо радость, либо — ад!») и довольствуется латентным сексом с маленькой Сибиллой. Банан в этой интерпретации — явный фаллический символ. Рассказ о рыбке-бананке — рассказ о сексе и смерти, Эросе и Танатосе. И самоубийство в конце довольно логично.
Можно рассматривать произведение через призму увлечения Дж. Д. Сэлинджера Востоком и дзэн-буддизмом. Рассказ «Хорошо ловится рыбка-бананка» был первым опубликованным произведением Сэлинджера о семье Глассов. Из других текстов можно составить более полное представление о герое — он был гениальным ребёнком, отлично знавшим и понимавшим философию, увлекался поэзией, восточными учениями — в частности, дзэн, при этом обсуждал это со своей невестой, а потом женой — Мюриэль, с которой у него были прекрасные отношения. Все действия и мысли членов семьи (не только Симора) проникнуты идеями дзэн-буддизма. Согласно этим же идеям нет противопоставления жизни и смерти. Если человека осенило просветление, что он может себя убить, то ничего страшного в этом нет. Симор мог убить себя не потому, что у него было все плохо, а наоборот, потому что у него было все хорошо, от полноты жизни.
Также существует «восточная» интерпретация, связанная с другими индийскими религиями. В индийской культуре банан, его листья — символ любви. Так что уже само название рассказа задаёт настроение эротики, чувственности. Тема развивается (совершенно незаметно для незнакомых с индийской традицией читателей) на протяжении всего рассказа — так, несколько раз подчёркивается бледность героя и упоминается синий цвет. В «Махабхарате», «Рамаяне» и т. д. бледность героя — первый признак его влюбленности, а синий цвет создаёт аналогии с синим цветком лотоса — атрибутом бога любви Камы. При этом любовь в индуизме — вовсе не положительное чувство, оно порождает низменные страсти и выводит человека из состояния равновесия. Так, в рассказе Сэлинджера, Сибилла, ревнуя Симора к своей подруге Шэрон Липшюц, требует столкнуть её с табуретки, когда в следующий раз та сядет с ним, когда он будет музицировать в салоне. Таким образом, индуистская философия рассматривает любовь как дорогу к смерти, которая наступает либо от душевной болезни (мать Мюриэль считает Симора больным), либо от самоубийства (герой убивает себя в конце рассказа). В данную концепцию также вписываются числа, присутствующие в рассказе — говоря о погибающей банановой рыбке, Симор сообщает Сибилле, что она съела целых 78 бананов. Потом же Сибилла говорит ему, что видит рыбку-бананку, но во рту у неё только 6 бананов. Во-первых, банан в индийском сознании — не только символ любви, но и символ слабости, непрочности. Во-вторых, в буддизме — 6 видов «нечистых» страстей (танха). Число же 78 может обозначать 78 видов жажды жизни (число этих видов может быть различным, 78 — один из вариантов). Таким образом, возможно, что рыбка-бананка — слабый человек — жаждет гибельных жизненных удовольствий — продолжения жизни, а для Симора это неприемлемо. Самоубийство его — путь к нирване, прекращение земных реинкарнаций и страдания.
Как видно, можно интерпретировать рассказ совершенно по-разному, вплоть до диаметрально противоположных точек зрения. Какой именно смысл вкладывал в рассказ сам автор, очевидно, никогда не прояснится точно.

## Русские переводы
Рассказ известен в четырёх опубликованных русских переводах. Самый известный, признаваемый многими «классическим» — перевод Риты Райт-Ковалёвой. Именно в её переводе русское название рассказа звучит как «Хорошо ловится рыбка-бананка». В других переводах рассказ носит названия: «Лучший день банановой рыбы» (пер. В. Голышева и Э. Наппельбаума), «Чудный день для банановой рыбки» (пер. С. Махова), «Самый день для банабульки» (пер. М. Немцова). В журнале «Америка» в статье 1962 года название было переведено как «Отличный день для селедки» — фактически дословно, в США bananafish — один из сортов промысловой сельди. Последний перевод, М. Немцова, появился в 2009 году, и вызвал обширную критику (и отрицательную, и положительную) как самого нового перевода, так и «классической» версии Р. Райт-Ковалёвой.
В версии Райт-Ковалёвой журналист и переводчик Александра Борисенко отмечает следующие моменты: с одной стороны, Р. Райт-Ковалёва обладала несомненным литературным талантом, что делало её переводы хорошо воспринимаемыми русскоязычными читателями. С другой стороны, тот же литературный талант переводчика зачастую искажал исходное произведение, Райт-Ковалёва фактически становилась соавтором произведения на русском языке, при этом некоторые моменты, присущие оригиналу, выпускались или передавались в несколько искаженном виде. «…можно сказать, что Рита Райт-Ковалёва познакомила читателя с несколько упрощенным, „гармонизированным“ Сэлинджером, сама сложность которого смягчена и растушевана. Это мастерски выполненный перевод, сознательно и последовательно приближающий странного автора к массовому читателю». Также указывают на следующий недостаток перевода названия рассказа: оригинальное название «A Perfect Day for Bananafish» можно понять и как «хороший день для ловли рыбки-бананки», так и «Хороший день для рыбки-бананки» (то есть для самой рыбки, а не для её лова). Перевод же Райт-Ковалёвой второй смысл опускает.
Перевод М. Немцова (заново переведшего как рассказы Сэлинджера, так и его роман The Catcher in the Rye) часто критикуется как плохо читаемый, по сравнению с версией Райт-Ковалёвой. В то же время указываются и его преимущества — более точные совпадения с оригиналом, попытки сохранить те моменты, которые были важны для самого Сэлинджера.